# خط یوکوهاما
خط یوکوهاما (به ژاپنی: 横浜線 Yamanote-sen) یکی از خطوط قطار شرکت راه‌آهن شرق ژاپن است. مبدأ این خط ایستگاه هیگاشی-کاناگاوا است و به ایستگاه ایستگاه هاچی‌اوجی خاتمه می‌یابد. در حال حاضر این مسیر دارای ۲۰ ایستگاه می‌باشد.
| ترتیب | نام ایستگاه          | نام ایستگاه به انگلیسی | نام ایستگاه به ژاپنی |
| ----- | -------------------- | ---------------------- | -------------------- |
| ۱     | هیگاشی-کاناگاوا      | Higashi-Kanagawa       | 東神奈川             |
| ۲     | اوگوچی               | Ōguchi                 | 大口                 |
| ۳     | ایستگاه کیکونا       | Kikuna                 | 菊名                 |
| ۴     | ایستگاه شین-یوکوهاما | Shin-Yokohama          | 新横浜               |
| ۵     | کوزوکوئه             | Kozukue                | 小机                 |
| ۶     | کامویی               | Kamoi                  | 鴨居                 |
| ۷     | ناکایاما             | Nakayama               | 中山                 |
| ۸     | توکایچیبا            | Tōkaichiba             | 十日市場             |
| ۹     | ناگاتسوتا            | Nagatsuta              | 長津田               |
| ۱۰    | ناروسه               | Naruse                 | 成瀬                 |
| ۱۱    | ماچیدا               | Machida                | 町田                 |
| ۱۲    | کوبوچی               | Kobuchi                | 古淵                 |
| ۱۳    | فوچینوبه             | Fuchinobe              | 淵野辺               |
| ۱۴    | یابه                 | Yabe                   | 矢部                 |
| ۱۵    | ساگامیهارا           | Sagamihara             | 相模原               |
| ۱۶    | هاشیموتو             | Hashimoto              | 橋本                 |
| ۱۷    | آئیهارا              | Aihara                 | 相原                 |
| ۱۸    | هاچی‌اوجی-مینامینو    | Hachiōji-Minamino      | 八王子みなみ野駅     |
| ۱۹    | کاتاکورا             | Katakura               | 片倉                 |
| ۲۰    | ایستگاه هاچی‌اوجی     | Hachiōji               | 八王子               |